# Gustav Graben-Hoffmann

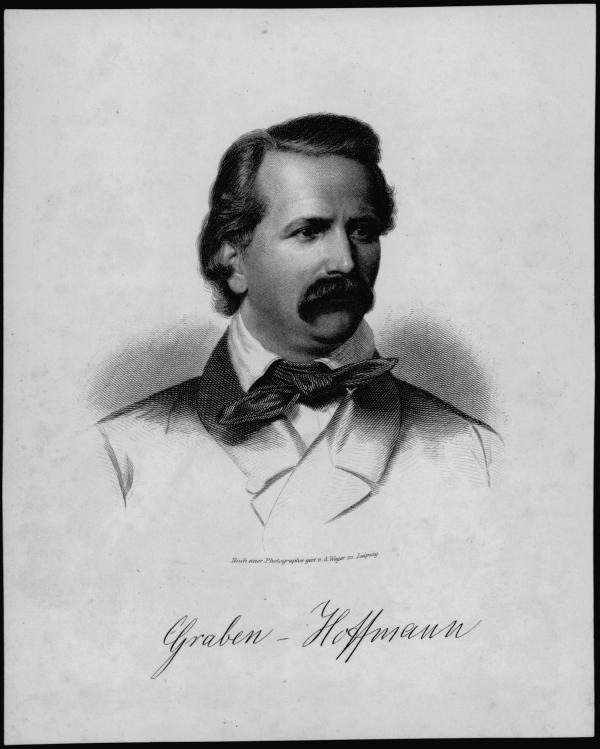
Gustav Hoffmann, genannt Graben-Hoffmann, Stich von August Weger

Gustav Hoffmann, genannt Graben-Hoffmann (* 7. März 1820 in Bnin bei Posen; † 20. Mai 1900 in Potsdam) war ein deutscher Gesangspädagoge, Komponist und Sänger.

## Leben
Zunächst Kantor in Schubin bei Bromberg, wurde er ab 1840 Lehrer an der Posener Stadtschule. Ab 1843 lebte er in Berlin, wo er sich bei Stümer zum Sänger ausbilden ließ. Außerdem studierte er Kompositionslehre bei Emil Tschirch und Gustav Reichardt. Ab 1844 war er Solist an der Sing-Akademie zu Berlin, arbeitete dann als Musiklehrer in Potsdam. Wegen schwerer Krankheit hatte er ab 1848 seine Konzerttätigkeit abbrechen müssen. Ab 1850 war er Mitglied der Potsdamer Freimaurerloge „Teutonia zur Weisheit“.
1857 betrieb er bei Moritz Hauptmann in Leipzig noch Kompositionsstudien und ließ sich darauf als Gesangslehrer in Dresden nieder. Von hier siedelte er 1869 wieder nach Berlin um, wo er eine Gesangschule für Damen eröffnete. Anfang der 1880er Jahre ging er wieder nach Dresden und Potsdam (1885).
Graben-Hoffmann schrieb Hunderte von Gesangswerken, darunter etliche Lieder, vor allem Kinder- und viele komische Lieder, von denen das »Fünfmalhunderttausend Teufel« betitelte seinen Namen allgemein bekannt machte und – in den Worten des Komponisten – „mein Glück als Liedercomponist begründet(e)“. Zudem unterwies er Generationen von höheren Töchtern in Potsdam in der Kunst des Gesangs und des Klavierspielens. Als Gesangspädagoge erwarb er sich zudem ein Verdienst durch Herausgabe der Gesangsstudien von Nicola Vaccai, durch die Schriften: Die Pflege der Singstimme (Dresden 1863) sowie Praktische Methode als Grundlage für den Kunstgesang (1873).

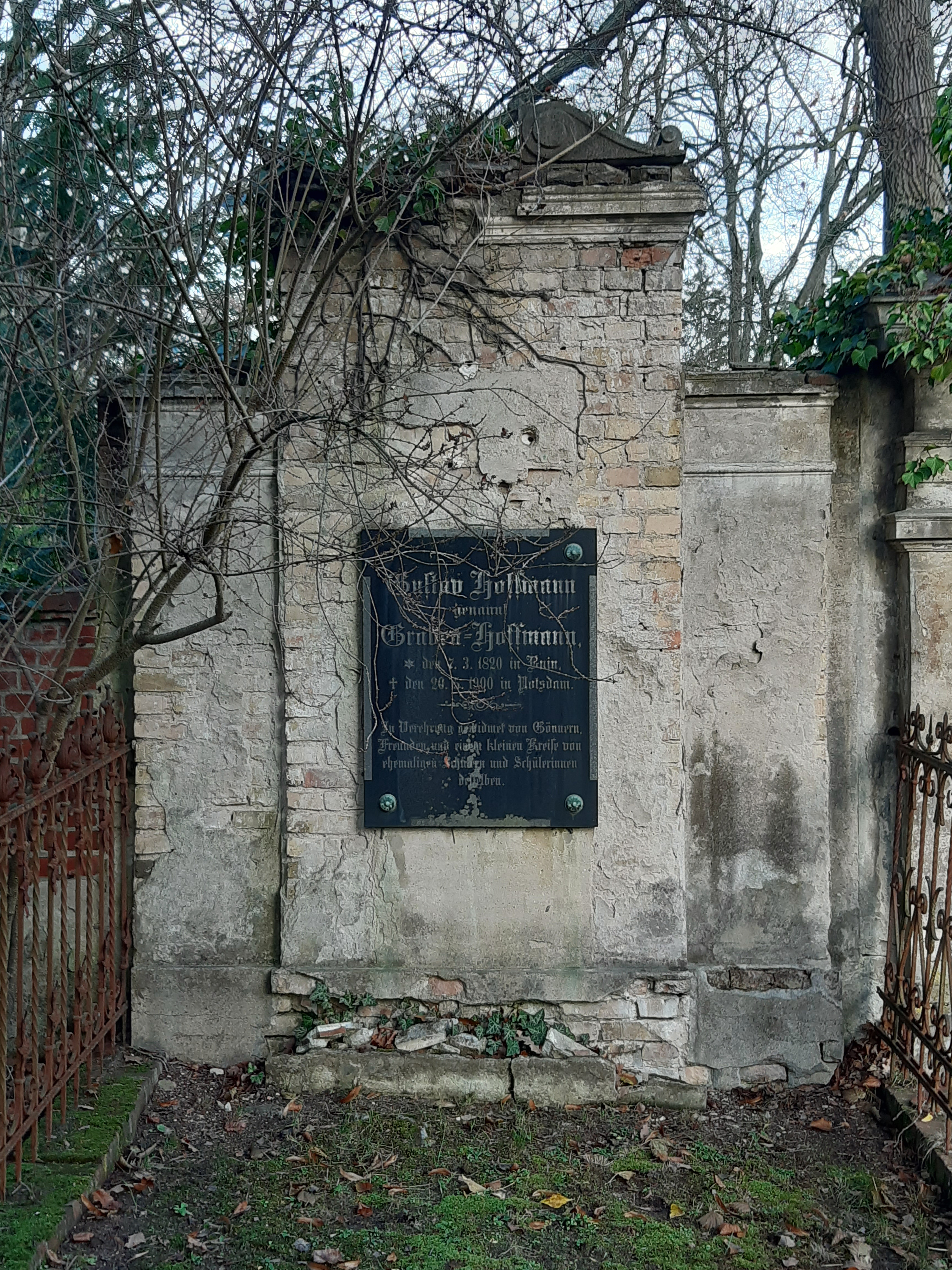
Grab auf dem Neuen Friedhof Potsdam

Wohlhabende Gönner und auch einige seiner Schüler spendierten ihm in Verehrung und Dankbarkeit ein stattliches Grabdenkmal auf dem Neuen Friedhof Potsdam, das sich erhalten hat.

## Werke (Auswahl)
- Sechs Lieder, op. 1.
 Lebens Herbstlied (Text: Friedrich de la Motte Fouqué), Nr.?
 Traumbild (Text: Heinrich Heine), Nr. 6
- Fünfmalhunderttausend Teufel, für eine Bassstimme, ...allen seinen heitern Freunden gewidmet. op. 5 (hrsg. Berlin, Schlesinger)
- Fliegende Blätter: Sieben Lieder, op. 6
 Im wunderschönen Monat Mai (Text: Heinrich Heine), Nr. 1
 Trost (Text: Heinrich Heine), Nr. 4
 Zum ersten Mai (Text: Heinrich Heine), Nr. 7

- Die Prinzessin Ilse (Text: Heinrich Heine), op. 8
- Drei Duette, op. 17
 Mein Liebchen, wir saßen beisammen (Text: Heinrich Heine), Nr. 2 a
- Der liebeswunde Ritter (Text: Heinrich Heine), op. 18
- Lieder, op. 36
 Es war ein alter König (Text: Heinrich Heine), Nr. 4
- Meine Ruh ist hin (Text: Johann Wolfgang von Goethe), op. 65
- Du bist wie eine Blume (Text: Heinrich Heine), op. 74
- Dein Name, o Herr, ist göttliche Güte (Text: Georg Wilhelm Schulze), op. 79
- Drei Lieder, op. 85
 Sterne mit den gold’nen Füßchen (Text: Heinrich Heine), Nr. 2
- ?, op. 95.
 Schneeglöckchen (Text: Hein, nicht H. Heine), Nr. 2
- Des Mägdleins Liederwald. 80 beliebte und bewährte Lieder mit Pianobegleitung gesammelt und für angehende Sängerinnen eingerichtet. 2 Bände. Lehne & Komp., Hannover